# Bola de Drac GT
Bola de Drac GT (ドラゴンボールGT (ジーティー), Doragon Bōru Jī Tī) és un anime creat per l'estudi d'animació japonès Toei Animation com a continuació de la franquícia Bola de Drac, iniciada originalment per Akira Toriyama.
Va ser estrenada el 7 de febrer de 1996, i va acabar el 19 de novembre de 1997. Té 64 episodis i un d'especial per a televisió titulat Gokū Gaiden! Yūki no akashi wa Sūshinchū - també conegut com a Dragon Ball GT: 100 anys després. El 15 de juny del 2005 va sortir al Japó una capsa recopilatòria especial que contenia tota la sèrie en 12 DVDs, i entre el 6 de febrer i el 4 de juny del 2008 van sortir en venda 11 DVDs individuals.
Es van publicar dos volums basats en la sèrie anomenats Dragon Ball GT Perfect File Vol. 1 i Vol. 2, llibres semblants als Daizenshū, on es recopilava informació, com ara personatges, llocs, etc.

## Argument
La història continua després del final de Dragon Ball Z, una dècada després de la derrota absoluta sobre el Monstre Buu. S'inicia quan Pilaf aconsegueix trobar les boles de drac i converteix Son Goku en un nen. Les esmentades Boles de drac de l'estrella negra s'escampen per l'univers sencer i han de ser recollides en un termini menor d'un any o, al contrari, el planeta on es va demanar el desig, és a dir, la Terra, serà destruït.
Goku, Son Gotten i Trunks decideixen embarcar-se i trobar-les com més aviat millor. Tanmateix, a l'últim moment abans de marxar, Pan, neta de Goku i filla de Son Gohan, entra a la nau i aconsegueix posar-la en marxa, deixant a en Gotten fora de la missió, i així emprèn el gran viatge al costat del seu avi i d'en Trunks.
Durant el seu viatge han de passar per diversos planetes. Finalment, després de vèncer cada un dels seus oponents i reunir les boles de drac, tornen a la Terra, que es troba dominada per un ressentit ésser anomenat Baby. Aquest és un personatge que desitja exterminar els guerrers de l'espai i reconstruir la seva passada llar, el planeta Xuful, juntament amb els seus extingits habitants.
Un nou desafiament sorgeix per a en Goku, ja que durant el seu viatge, la població humana ha estat posseïda per servir i ajudar Baby a complir el seu principal objectiu. L'estratègia que utilitzarà en Baby per dominar el planeta consisteix a posseir el super-guerrer més fort després de Goku, en aquest cas Vegeta, encarnant-se en una forma més útil per enfrontar-se a qui tracti d'impedir la seva comesa. Després de dur a terme una batalla cruel, difícil i estratègica, per a la qual Goku va haver de recórrer a un nou nivell de transformació que excedeix qualsevol altre nivell assolit, aconsegueix finalment eliminar a en Baby. Desafortunadament, malgrat l'enorme esforç, la Terra està destinada inevitablement a la seva destrucció, per la qual cosa la seva població sencera s'ha de traslladar al nou planeta Xuful abans de la seva completa destrucció. Cor Petit, tanmateix, decideix morir en l'explosió per assegurar-se que les Boles de drac de l'estrella negra siguin exterminades amb el planeta Terra i no tornin a causar problemes, restaurant -posteriorment- la Terra amb les boles de drac de l'estrella vermella, és a dir, les de sempre.
Un breu període d'harmonia i pau succeeix i, fins i tot, es realitza un nou Gran Torneig de les Arts Marcials. En aquell moment, les boles de drac estaven sofrint un canvi, sense que ningú se n'adonés. A l'infern, el Dr. Mu s'uneix amb el Dr. Gero i crea un nou androide A-17, i un cop a la Terra -de nou reconstruïda- aconsegueix unir-se amb l'A-17 original. Així doncs, va crear el guerrer Súper A-17. Aquest nou rival mata a en Krilin i intenta fusionar-se amb l'A-18, encara que no pot matar-la quan ella el rebutja. Goku pot al final derrotar Súper A-17 amb l'ajuda de l'A-18.
Quan Súper A-17 torna a convocar a Shenron per reviure els morts, les boles de drac s'esquerden i un drac estrany i fosc apareix en lloc seu. Aquest Shenron fosc es divideix en set dracs malignes, cada un amb una bola de drac clivellada en alguna part del seu cos. Goku, amb l'ajuda de la seva neta "Pan", lluita incansablement per erradicar aquests misteriosos dracs. Tanmateix, després que sis dels set dracs siguin derrotats, el Drac d'una estrella absorbeix les altres boles de drac, augmentant el seu poder. Goku, després de la batalla més difícil de la seva vida, aconsegueix derrotar-lo, incloent-hi una fusió amb Vegeta amb la tècnica "Big Bang Kame-hame Ha". No obstant això, el Drac d'una estrella es regenera i està a punt de derrotar en Gogeta, ja que la fusió es desfà. Al final en Goku ha de realitzar una bola Genki amb tots els habitants de l'univers per derrotar el drac.
Després de tots aquests esdeveniments, l'autèntic Shenron apareix de nou i els confirma que no es concediran més desigs durant gaire temps, ja que la Terra ha depès molt de les boles de drac. Tanmateix, Goku fa un pacte d'intercanvi per a poder demanar un últim desig addicional i decideix acompanyar el drac. Així, en Goku marxa amb Shenron i les set boles de drac es barregen amb el seu cos.
Un segle després, la Pan ja envellida seu a les tribunes del Gran Torneig de les Arts Marcials per animar el seu rebesnet, en Son Goku Jr., que té una gran semblança física amb Goku de petit. Son Goku Jr. s'enfronta al directe descendent de Vegeta, Vegeta Júnior. Mentre la Pan observa l'enfrontament, aconsegueix percebre la presència de Goku entre el públic. Encara que ella intenta seguir-lo, ell simplement desapareix, sent aquest el seu últim comiat, abans d'ascendir a les altures muntat sobre el seu inseparable núvol Kington i portant el tradicional bastó, elements que van ser els seus acompanyants durant tota la seva infantesa.

## Personatges principals
- Son Goku: és el protagonista de la sèrie. Convertit en nen, ha d'embarcar-se en un viatge per l'univers per buscar les boles de drac.

- Trunks: fill d'e Vegeta i Bulma, va ser un dels elegits per acompanyar en Goku en el viatge.

- Pan: la filla de Son Gohan i Videl. Neta de Goku, aconsegueix amagar-se a la nau. Així acaba acompanyant-los i ajudant en el viatge.

- Vegeta: el rival de Goku es queda a la terra mentre ell viatja. És atacat i posseït per Baby.

- Giru: és un robot que Goku i companyia troben gairebé sense energia durant la recerca de les boles de drac. Assimila el Radar del Drac per alimentar-se. Acompanya els herois, ja que és l'única manera de trobar les boles.

## Producció
El 1995, Akira Toriyama va decidir acabar d'il·lustrar el manga, per la qual cosa la Toei Animation es va quedar sense material per continuar la sèrie. Donada la popularitat de Bola de Drac, la Toei va deixar el projecte a les seves mans i va crear una continuació amb la seva pròpia història original i, encara que Toriyama ja no va voler continuar fent el manga, va ajudar amb esbossos dels personatges principals i diversos detalls per a la sèrie. La sèrie va durar poc més d'un any en antena. Això alguns ho atribueixen a la baixa popularitat.
El terme 'GT' del títol significa Galaxy Touring' (en la seva traducció, Turisme Galàctic) o Great Touring' (Gran Viatge). El primer, degut al fet que l'anime va estar originalment previst com un viatge amb els seus personatges en l'espai exterior. Altres noms que es van tenir en compte per titular la sèrie van ser Dragon Ball 21, Dragon Ball Z2, Dragon Ball WW (respecte al terme, Wonder World / Món meravellós) i Dragon Ball G-up (Growing up).

## Banda sonora
L'anime, com a tema d'obertura (també conegut com a opening), utilitza la cançó Dan Dan Kokoro Hikareteku (Gradualment, el meu cor és encantat) interpretada per Field of View. En català, traduida com "Sempre em sento atret pel teu somriure", és interpretada per Toni Ten.
Com a tema de cloenda (o ending) usa 4 melodies: Hitori Ja Nai (No estic sol) interpretada per Deen, Don't you see! interpretada per Zard, Blue Velvet interpretada per Shizuka Kud i Sabitsuita Mashingan de Ima o Uchinuk (Creuarem aquest moment amb una metralleta rovellada) interpretada per Wands. La música de fons va ser composta per Akihito Tokunaga.